# 南市街道 (哈尔滨市)
南市街道是中国黑龙江省哈尔滨市道外区下辖的一个街道。

## 行政区划
下辖以下地区：
轩辕社区和东方红社区。